# Tropidosaura
Genre
Tropidosaura est un genre de sauriens de la famille des Lacertidae.

## Répartition
Les espèces de ce genre se rencontrent Afrique du Sud et au Lesotho.

## Liste des espèces
Selon The Reptile Database (23 mars 2013) :
- Tropidosaura cottrelli Hewitt, 1925
- Tropidosaura essexi Hewitt, 1927
- Tropidosaura gularis Hewitt, 1927
- Tropidosaura montana (Gray, 1831)

## Publication originale
- Fitzinger, 1826 : Neue Classification der Reptilien nach ihren natürlichen Verwandtschaften nebst einer Verwandschafts-Tafel und einem Verzeichnisse der Reptilien-Sammlung des K. K. Zoologischen Museums zu Wien J. G. Heubner, Wien, p. 1-66 (texte intégral).